# Północno-Zachodnie Wyspy Hawajskie
Północno-Zachodnie Wyspy Hawajskie (dawniej Wyspy Zawietrzne) – małe wyspy i atole położone na północny zachód od głównych wysp Hawajów. Są administrowane przez amerykański stan Hawaje i należą do hrabstwa Honolulu, z wyjątkiem atolu Midway, który jest osobnym terytorium nieinkorporowanym, i którym zajmuje się United States Fish and Wildlife Service. Całkowita powierzchnia lądów wynosi 8,05 km².
W skład Północno-Zachodnich Wysp Hawajskich wchodzą:
- Nihoa (Moku Manu)
- Necker Island (Hā‘ena; Mokumanamana)
- French Frigate Shoals (Lalo; Kānemilohaʻi)
- Gardner Pinnacles (Ōnūnui, Ōnūiki; Pūhāhonu)
- Maro Reef (Kamole; Nalukākala)
- Laysan (Kamole; Kauō)
- Wyspa Lisianskiego (Kapou; Papaāpoho)
- Atol Pearl i Hermes (Manawai; Holoikauaua)
- Midway (Kuaihelani; Pihemanu)
- Kure (Hōlanikū; Mokupāpapa)

## Historia i znaczenie kulturowe
Rdzenni Hawajczycy wiedzieli, że ich archipelag nie kończy się na głównych, zamieszkanych wyspach. W przeszłości wyspa Nihoa była zasiedlona, a na Necker (Mokumanamana) odprawiane były obrzędy religijne, których świadectwem są liczne kapliczki heiau. Nie ma archeologicznych świadectw bytności ludzi na dalszych wyspach, ale w tradycji ustnej zachowały się opowieści, które można z nimi powiązać. Odizolowane piaszczyste atole i małe bazaltowe wyspy dają ograniczone możliwości bytowe, a ponadto w kulturze hawajskiej były one krainami należącymi do zmarłych. Necker jest pierwszą wyspą łańcucha leżącą na północ od Zwrotnika Raka, gdzie Słońce nie dochodzi do zenitu w ciągu roku i stanowiła „bramę” do krain zmarłych; była ona miejscem uświęconym dla Hawajczyków.
Nihoa była zamieszkana przez Hawajczyków od 1000 do 1700 roku. Na wyspie znaleziono ślady pól uprawnych, co dowodzi, że ludzie mieszkali tu na stałe. Była ona też pierwszą z Północno-Zachodnich Wysp Hawajskich odkrytych dla Europejczyków. W 1786 roku odkrył ją James Colnett, choć zasługi za odkrycie przypadły Williamowi Douglasowi. Tego samego roku Jean-François de La Pérouse odkrył wyspę Necker i nazwał ją na cześć Jacques’a Neckera, francuskiego ministra finansów. La Pérouse odkrył także French Frigate Shoals. Najpóźniej odkryty został atol Midway, do którego w 1859 roku dopłynął N.C. Middlebrooks. W roku 1925 ekspedycja Tanagera sporządziła mapy Wysp Zawietrznych, opisując wiele gatunków.
Pierwsze kroki w kwestii ochrony Północno-Zachodnich Wysp Hawajskich podjął amerykański prezydent Theodore Roosevelt. W 1903 roku atol Midway został objęty ochroną marynarki wojennej, żeby zapobiec masowemu kłusownictwu, a w 1909 roku prezydent powołał rezerwat Hawaiian Islands Bird Reservation (później Hawaiian Islands National Wildlife Refuge), obejmujący wszystkie wyspy. W kolejnych dekadach rozszerzano zakres ochrony. W 2006 roku prezydent George W. Bush powołał pomnik narodowy obejmujący archipelag, obecnie noszący nazwę Papahānaumokuākea Marine National Monument. W 2010 roku został on wpisany na listę światowego dziedzictwa UNESCO. W 2016 roku prezydent Barack Obama rozszerzył granice pomnika do granic wyłącznej strefy ekonomicznej, przez co stał się on największym obszarem ochrony przyrody na Ziemi.

## Geologia

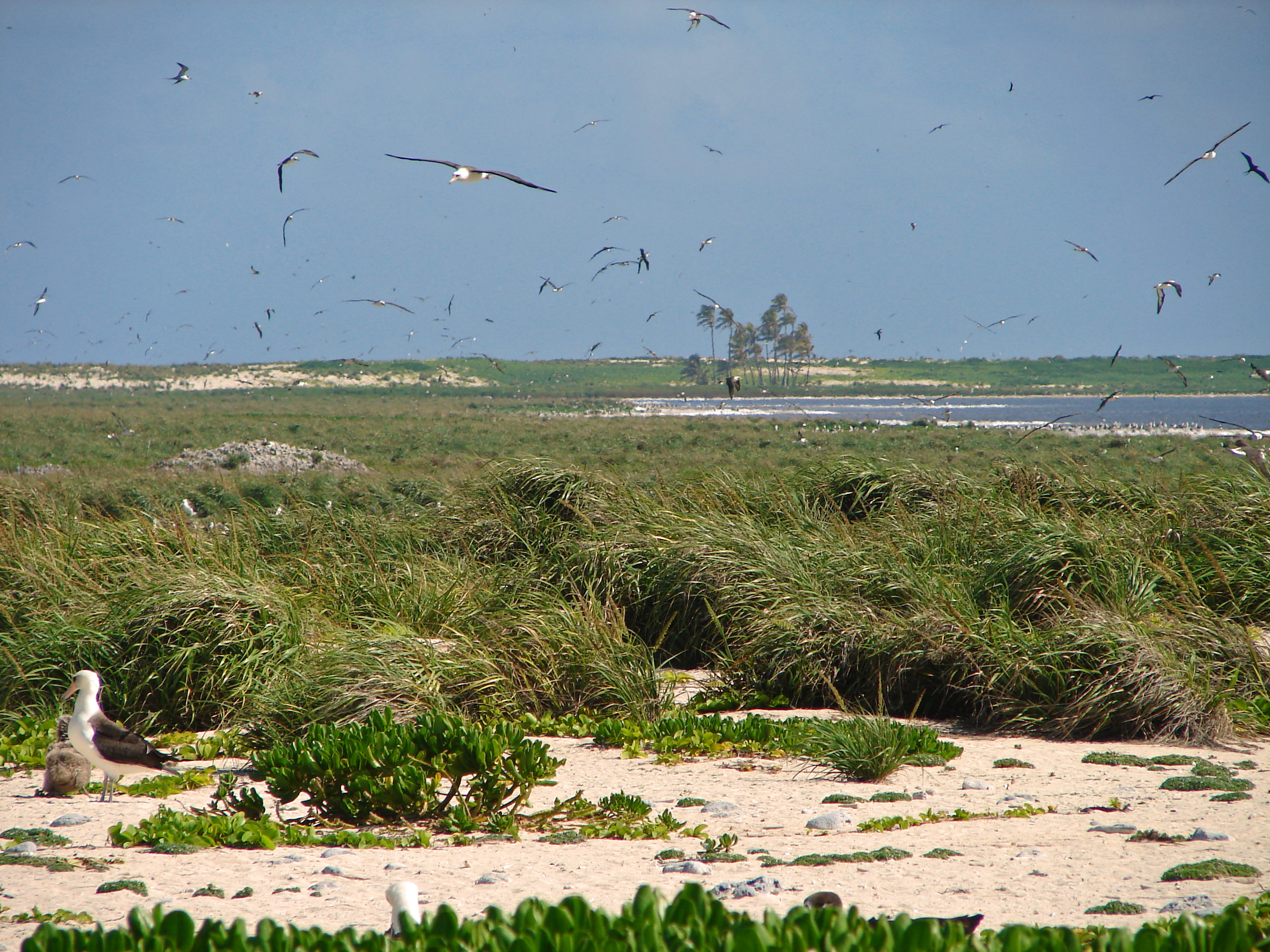
Plaża na wyspie Laysan

Północno-Zachodnie Wyspy Hawajskie powstawały w okresie od 30 do 7 milionów lat temu jako wulkany tarczowe, nad plamą gorąca, która stopniowo zbudowała cały Grzbiet Hawajski. Kiedy płyta pacyficzna poruszała się na północny zachód nad plamą, erupcje wulkaniczne zbudowały kolejno poszczególne wyspy w jednej linii. Wyizolowane masy lądowe stopniowo erodowały i przekształciły się ze stożków wulkanicznych w skalne ostańce lub atole. Wyspy są w różnym stadium erozji, zależnie od wieku, a także pierwotnych rozmiarów. Nihoa, Necker i Gardner Pinnacles są kamienistymi, bazaltowymi wyspami, które nie erodowały na tyle, żeby stać się podstawą atolu lub rafy koralowej. Laysan i Wyspa Lisianskiego są niskimi, piaszczystymi wyspami, a French Frigate Shoals, Pearl i Hermes, Midway oraz Kure atolami. Maro Reef to niemal całkowicie zanurzony kompleks raf.

## Flora i fauna oraz jejendemizm
Północno-Zachodnie Wyspy Hawajskie znajdują się ok. 4000 km od Ameryki Północnej i 6100 km od Azji. Z tego powodu wyspy te posiadają niebywałą liczbę rzadkich gatunków. Na wyspy dolecieć lub dopłynąć mogą jedynie gatunki potrafiące przebywać znaczne dystansy. Mimo tego, iż Polinezyjczycy oraz później Europejczycy zaburzyli ekosystem poprzez przywożenie obcych gatunków, wyspy te zachowały wiele z pierwotnej bioróżnorodności. W rozległych rafach koralowych Papahānaumokuākea znaleźć można ponad 7 tys. różnych gatunków. Z wielu żyjących na wyspach gatunków ponad 1700 jest endemicznych dla Hawajów. Z tego powodu region ten został nazwany „Galapagos Ameryki”.
Mimo że na tych wyspach wybijanie zwierząt nie stanowiło takiego problemu jak na głównych wyspach Hawajów, od końca XIX do XX wieku rybacy oraz myśliwi wytrzebili znaczne ilości ryb i ptactwa. Dużym problemem okazały się też króliki, które zostały przywiezione na wyspy Laysan i Lisianski, a dzięki występującym tam dobrym warunkom bytowym w połączeniu z brakiem naturalnych dla ich gatunku drapieżników, rozmnożyły się tak bardzo, że na znacznych obszarach doszło do zniszczenia flory, w wyniku czego niektóre gatunki całkowicie wyginęły. W późniejszym okresie udało się naprawić szkody, odratować wymarłe lokalnie gatunki oraz powrócić do stanu przed eksploracją.
Z roślin naczyniowych na wyspach tych występowały 52 gatunki rodzime (w tym jedna paproć i 14 jednoliściennych), z czego połowę stanowiły endemity, w tym 5 znanych z pojedynczych wysp. Z flory tych wysp wymarły cztery gatunki. 
Wśród żyjących na Północno-Zachodnich Wyspy Hawajskich endemicznych gatunków znajdują się hawajki, trzciniak cienkodzioby, krzyżówka białooka (najrzadszy ptak wodny w Stanach Zjednoczonych) oraz palma Pritchardia remota z Nihoa. Gnieździ się na nich 99% światowej populacji albatrosów ciemnolicych i 98% albatrosów czarnonogich. Inne ważne gatunki to krytycznie zagrożona mniszka hawajska oraz żółw jadalny.

## Nazewnictwo
Większość wysp posiada dwie nazwy: w języku angielskim i w hawajskim. Większość hawajskich nazw używanych jako alternatywne dla angielskich została wymyślona w czasach współczesnych. Pierwotne nazwy zostały w dużej mierze zapomniane i dopiero współczesne badania etnologiczne pozwoliły na ich odtworzenie i powiązanie z wyspami.